# Enfermement propriétaire
 (novembre 2019).
Si vous disposez d'ouvrages ou d'articles de référence ou si vous connaissez des sites web de qualité traitant du thème abordé ici, merci de compléter l'article en donnant les références utiles à sa vérifiabilité et en les liant à la section « Notes et références ».
L'enfermement propriétaire est une situation où un fournisseur a créé une particularité, volontairement non standard, dans la machine, l'engin, le logiciel, etc., vendu, empêchant son client de l'utiliser avec des produits d'un autre fournisseur, l'empêchant également de le modifier ou d'accéder aux caractéristiques de sa machine pour la modifier. C'est donc un cas particulier de clientèle captive, mais ce n'est pas le seul.
Les exemples les plus couramment cités sont ceux des machines à café, où une société a commercialisé des machines ne fonctionnant qu'avec ses capsules, ou encore l'informatique, où de nombreux éditeurs de logiciels utilisent des formats qui ne peuvent fonctionner qu'avec leur logiciel. Souvent, le logiciel est fourni gratuitement au début, ce qui lui permet de se répandre. Les clients se retrouvent ensuite obligés de racheter les mises à jour et les nouvelles versions de leur programme, au risque de ne plus pouvoir ouvrir leurs documents.
Il ne faut pas confondre la technique de l'enfermement propriétaire avec le monopole ou les diverses techniques commerciales, pas toujours légales (accords entre concurrents, abonnements…), permettant à un fournisseur de « tenir » ses clients. Mais l'enfermement propriétaire peut amener au monopole de fait.

## Enfermement propriétaire et modèle de vente rasoir/lames
Le modèle de vente rasoir/lames désigne la vente d'un produit à un prix très bas pour assurer à l'entreprise un revenu continu avec les consommables/pièces de rechange s/etc.
Pour s'assurer que seule l'entreprise originale tirera profit de ces consommables, elle utilise une approche propriétaire afin d'exclure les autres entreprises. Les imprimantes à cartouches d'encre ou les machines à café utilisant des capsules sont un bon exemple de ce modèle.
Dans ce cas, bien que le consommateur soit forcé à acheter ses consommables à une unique entreprise, cela n'est souvent pas considéré comme de l'enfermement propriétaire car le coût de changement (se défaire de l'enfermement), spécialement pour les exemples des rasoirs et imprimantes, est limité à un non-consommable peu cher et aux consommables propriétaires non utilisés.

## Exemples d'enfermements propriétaires

### Appareils photo
L'industrie des appareils photographiques est un exemple d'enfermement propriétaire. Sur de nombreux appareils photographiques, spécialement les plus chers, les objectifs peuvent être remplacés par des objectifs interchangeables. Ils sont un accessoire important de l'appareil photographique et une source de revenus pour les fabricants d'objectifs. Depuis les années 1930, les fabricants d'appareils photographiques ont souvent breveté le mécanisme de fixation des objectifs. Cela leur a conféré un monopole sur la vente des objectifs pendant la durée du brevet.
De plus, depuis 1989, les objectifs interchangeables ont souvent été équipés d'électronique pour communiquer avec le corps de l'appareil photographique. Les fabricants ont créé un enfermement propriétaire en cachant la façon dont les objectifs communiquent, ce qui oblige les concurrents à payer des droits de licence pour l'information ou autre (par rétro-ingénierie). De plus, de nombreux éléments de l'appareil photographique derrière les objectifs sont sujets à des enfermements propriétaires : canisters, connecteurs de flashs et câbles électroniques. Les consommateurs qui désirent changer de marque doivent non seulement changer l'appareil photographique, mais aussi les objectifs et les accessoires, ce qui rend le changement coûteux.

### Automobiles
Les automobiles sont souvent fabriquées avec certaines pièces interchangeables, comme les autoradios. Parfois les fabricants essaient de créer un enfermement propriétaire : en choisissant des formes ou des dimensions non standard, ou en bridant la communication entre l'autoradio et les commandes au volant.
De nombreuses organisations de standardisation, comme le département des Transports des États-Unis régulent le design de certains composants automobiles afin d'éviter les enfermements propriétaires.
L'enfermement propriétaire peut aussi se retrouver en contradiction avec des règlements de sécurité ou des normes internationales. Ainsi, le fabricant automobile Audi s'est vu refuser le fait de ne permettre l'ouverture du capot de ses voitures qu'avec une clé spéciale ; cela allait contre les règles internationales anti-incendie devant permettre à tout pompier d'ouvrir le capot en cas d'urgence.

### Transports en commun
Alors que les autobus ou les tramways de toutes les marques peuvent rouler sur toutes les chaussées ou toutes les voies de tram, les tramways sur pneumatiques dépendent de technologies propriétaires.

## En électronique et en informatique
L'enfermement propriétaire est croissant en électronique et en informatique.
Dans l'industrie informatique, que ce soit pour le matériel (hardware) ou les logiciels (software), le terme d'enfermement propriétaire peut être utilisé pour décrire les situations où il y a un manque de compatibilité ou d'interopérabilité entre des composants équivalents.
Cela rend difficile le changement de système à plusieurs niveaux : logiciel, format de fichiers, système d'exploitation, composants de l'ordinateur (par exemple une carte vidéo), ordinateur entier ou même réseau de plusieurs milliers d'ordinateurs.
Dans certains cas, il n'y a pas de standards techniques qui permettraient d'avoir des systèmes interopérables. Mais la plupart du temps, ceux-ci existent (POSIX, W3C...) et ne sont volontairement pas respectés par certains opérateurs du marché qui abusent de leur position dominante pour imposer leur propre format, devenant ainsi encore plus incontournable.
Depuis l'avènement du Cloud computing et autres services associés (IaaS, PaaS, SaaS...), l'enfermement est d'autant plus facile pour le prestataire (difficulté voire oubli d'avoir des clauses de sortie/réversibilité bien définie) tout en étant imperceptible pour le client qui peut aisément s'habituer au confort de ne pas avoir à gérer une infrastructure informatique et les logiciels qui vont avec.

### IBM
IBM a été sujet à la plus longue série d'actions antitrust de l'histoire des États-Unis, et représente le premier modèle pour comprendre comment l'enfermement propriétaire affecte l'industrie informatique. IBM avait créé un enfermement propriétaire dès le début de l'industrie des cartes perforées, avant l'apparition des ordinateurs. Contrôlant le marché des cartes perforées, des lecteurs, des tabulateurs et des imprimantes, IBM a étendu sa domination au marché des ordinateurs, des systèmes d'exploitation et des logiciels pour ordinateurs. D'autres entreprises existaient pour certains domaines, mais les clients faisaient face au problème de trouver à qui revenait la faute si, par exemple, une imprimante non IBM ne fonctionnait pas (les garanties IBM stipulaient souvent qu'elles n'étaient pas valables sur un système où des composants non IBM étaient utilisés). Cela mettait le client dans une situation de tout ou rien. Puisque IBM était le plus grand et le plus réputé des fournisseurs en informatique, les clients acceptaient souvent de payer le prix de l'enfermement propriétaire contre de la stabilité et du support.

### Microsoft
Les logiciels Microsoft sont chargés d'un très haut niveau d'enfermement propriétaire, car ils sont basés sur des interfaces de programmation propriétaires. Leur haut degré d'enfermement combiné à leurs parts de marché ont valu à Microsoft un grand nombre de poursuites antitrusts.
La Commission européenne, dans sa décision du 24 mars 2004 sur les pratiques commerciales de Microsoft, fait référence, dans le paragraphe 463, à un mémo interne du 21 février 1997 rédigé à l'intention de Bill Gates par le directeur général de Microsoft pour le développement C++, Aaron Contorer :
« La Windows API est si vaste, si profonde et si fonctionnelle que la plupart des vendeurs indépendants seraient fous de ne pas l'utiliser. Et si profondément intégrée au code source de tant de logiciels Windows qu'il y a un coût énorme à changer pour un autre système d'exploitation…

C'est ce coût de changement qui a donné aux clients la patience de supporter Windows malgré toutes nos erreurs, nos bugs avec nos drivers, notre coût total de possession élevé, notre manque de vision sexy et de nombreuses autres difficultés […] Les clients évaluent certainement d'autres plates-formes de travail, [mais] ce serait tellement de travail de migrer qu'ils essaient juste d'améliorer Windows plutôt que de se forcer à migrer.

En résumé, sans cette franchise exclusive appelée Windows API, nous serions morts depuis longtemps. »
Les logiciels Microsoft utilisent aussi l'enfermement propriétaire via l'utilisation de formats de fichiers propriétaires. Microsoft Word et Microsoft Outlook, par exemple, utilisent des bases de données impossibles à lire sans décomposition analytique propriétaire, et de tels décomposeurs ne peuvent exister légalement sans recourir à de la rétro-ingénierie. Par exemple, pour accéder aux données Outlook (contenues dans des fichiers .PST), le logiciel doit faire une demande à travers Outlook au lieu d'utiliser directement le fichier. C'est toutefois moins vrai depuis 2006, avec la Microsoft Open Specification Promise (en). Les versions actuelles de Microsoft Word ont introduit un nouveau format plus ouvert : OOXML. Cela aide les concurrents à écrire des documents compatibles avec Microsoft Office en réduisant l'enfermement propriétaire, mais comme c'est un concurrent du format OpenDocument, nombreux sont ceux qui craignent, comme la FSF, que les versions futures aient des éléments d'enfermement propriétaire. Néanmoins, MS-OOXML pose toujours des problèmes.
ActiveSync est un protocole propriétaire utilisé par les PDA et les appareils mobiles pour les transferts avec les PC.

### Apple Inc.
Apple Inc. est aussi accusé de pratiques d'enfermement propriétaire. Sa part de marché était dans le passé suffisamment petite pour qu'elle soit moins exposée que Microsoft ou IBM à des poursuites antitrust.
Apple utilise souvent du matériel nouveau ou inhabituel ; il a été le premier vendeur à diffuser les lecteurs de disquettes Sony 3.5", a créé son propre système ADB pour claviers et souris et son propre système réseau (LocalTalk). Dans tous ces cas, des périphériques tiers étaient disponibles, et dans tous ces cas, la solution Apple était supérieure. Cependant, le nombre de fournisseurs tiers était plus limité que la concurrence de la plateforme IBM PC (mais plus grande que pour Amiga, qui utilisait aussi des composants inhabituels) et les fournisseurs tiers devaient parfois acheter des licences pour des éléments d'interface : Apple gagnait de l'argent sur tous les périphériques vendus, même sans les produire. Dans ce cas, l'enfermement propriétaire a eu une action négative sur le développement des standards Apple, qui a davantage incité les fabricants à produire des compatibles PC facilement copiables, l'architecture IBM PC devenant ainsi un standard de fait, le plus produit et utilisé.
Depuis 2004, l'iPod, l'iPhone et iTunes ont été sujets à des enfermements propriétaires significatifs. Quand des fichiers numériques de musique avec gestion des droits numériques sont achetés sur le site iTunes Music Store, ils sont encodés dans un dérivé propriétaire du format AAC qui n'est compatible qu'avec les iPod et les iPhone d'Apple, et les Motorola ROKR E1 et Motorola Slvr (en).
En janvier 2005, Thomas Slattery a poursuivi Apple en justice pour « enchainement déloyal » au iTunes Music Store et au iPod. Il a déclaré : « Apple a fait d'un standard ouvert et interactif, un artifice pour empêcher les consommateurs d'utiliser le lecteur portable de musique de leur choix ». À ce moment, Apple possédait 80 % de parts de marché de ventes de musique numérique et 90 % de ventes de lecteurs de musique, ce qui lui permettait de niveler horizontalement sa position dominante sur les deux marchés pour bloquer les consommateurs dans ses offres complémentaires. En septembre 2005, le juge américain James Ware (en) a délibéré le procès Slattery v. Apple Computer Inc. en condamnant Apple pour violation du Sherman Antitrust Act.
Le 29 mai 2007 des chansons du label EMI sont devenues disponibles dans un format sans DRM appelé iTunes Plus. Ces fichiers non protégés sont encodés au format AAC à 256 kb/s, soit 2 fois le taux de transfert habituel de ce service d'achat de musique en ligne. Les comptes iTunes peuvent être affichés soit en standard soit en format iTunes Plus pour les chansons où les deux formats existent. Ces fichiers peuvent être utilisés par n'importe quel lecteur de fichiers AAC, et ne sont pas limités aux appareils d'Apple.
Le 7 juin 2006, l'ombudsman norvégien Bjørn Erik Thon (en) a affirmé que le iTunes Music Store d'Apple violait les lois norvégiennes. Les conditions de contrat étaient vagues et « clairement en défaveur du consommateur ». Les changements rétroactifs des conditions de gestion des droits numériques et l'incompatibilité avec les autres lecteurs de musique sont les principaux points évoqués.
Le 24 octobre 2010, Steve Jobs a détaillé la stratégie du groupe dans un mail adressé aux employés du "Top 100" de l'entreprise, publié à l'occasion d'un procès , et qui leur demandant de lier tous les produits Apple de sorte à enfermer davantage leurs clients dans l'écosystème .

### Sony
L'exemple d'enfermement propriétaire le plus célèbre est probablement le système Betamax VCR. Depuis, Sony a aussi utilisé l'enfermement comme outil commercial dans de nombreuses autres applications, et possède une longue histoire de solutions techniques propriétaires pour renforcer l'enfermement. Dans de nombreux cas, la société limite les licences à un nombre limité d'autres vendeurs, ce qui crée une situation dans laquelle elle contrôle un cartel qui a collectivement le pouvoir d'enfermement du produit. Sony est fréquemment au cœur de Guerres de formats (en), dans lesquelles 2 cartels ou plus bataillent pour capturer un marché.
Exemples de formats Sony :
- audio : Elcaset
- audio ou ordinateurs : Minidisc et le système d'encodage ATRAC3
- formats de cassettes vidéo : Betamax, Video 8, Hi8, Digital8, et MicroMV (en)
- PlayStation Portable Universal Media Disc
- Memory Sticks utilisé dans un large panel d'applications dans les produits Sony

En 2006, les appareils photo Sony utilisent typiquement des cartes Memory Stick qui peuvent seulement être achetées chez Sony et quelques sociétés licenciées. Cette mémoire est généralement plus chère que les autres cartes mémoire disponibles de multiples sources. C'est un exemple d'enfermement, car les autres fabricants d'appareils photo n'utilisent pas de carte mémoire qu'ils ont inventées et qui sont uniques à leur marque d'appareil photo.
En contraste, le disque Blu-ray a été développé par un grand groupe de fabricants, qui inclut Sony, mais dans lequel il n'a pas de position de contrôle.[citation nécessaire]

### Conspiration de connecteurs
Les fabricants d'ordinateurs créent parfois des connecteurs électriques inhabituels ou propriétaires. Les raisons varient : parfois pour créer de l'enfermement, ou forcer les consommateurs à changer plus de composants que nécessaire; d'autres fois, il s'agit de raisons pratiques comme le coût, l'emballage, l'ignorance des standards ou l'absence de standards.
Le terme « Conspiration de connecteurs » fut choisi pour décrire la situation, et implique le pire scénario où des fabricants conspirent en secret pour vendre des connecteurs incompatibles. L'enfermement peut échouer si des adaptateurs peuvent être achetés pour rendre les composants compatibles.

## Éviter l'enfermement propriétaire pour les logiciels informatiques
Dans les années 1980 et 1990, les standards publics et sans redevances apparaissaient être la meilleure solution contre l'enfermement propriétaire. La faiblesse de ces standards est que si un vendeur domine le marché, il peut imposer son logiciel comme standard de fait (Embrace, extend and extinguish) et rendre les standards publics obsolètes. L'histoire du SQL en est un exemple.
Depuis la fin des années 1990, l'utilisation de logiciels libres s'est révélée être une solution plus forte. Comme ces logiciels peuvent être modifiés et distribués par n'importe qui, leur disponibilité et leur fiabilité ne dépend pas d'un seul distributeur. De plus, ces distributeurs tendent à adhérer aux standards publics. L'inefficacité d'enfermement de distribution signifie qu'il n'est pas nécessaire pour les développeurs de logiciels libres d'inventer de nouveaux formats de données si des standards (sans redevances) existent déjà.
En particulier, les logiciels libres sous GPL sont particulièrement résistants aux tactiques d'enfermement propriétaires puisque n'importe quel distributeur de versions modifiées ne peut pas légalement empêcher une libération et une redistribution des modifications et de leurs codes sources.